# Einschreiben
Die Versendung eines Briefs per Einschreiben (französisch lettre recommandée, in Österreich auch Rekommandation, kurz Reko) ist eine besondere Form des Briefversands. Wesentliches Merkmal ist der Nachweis der Zustellung des Briefs für den Absender.

## Deutschland

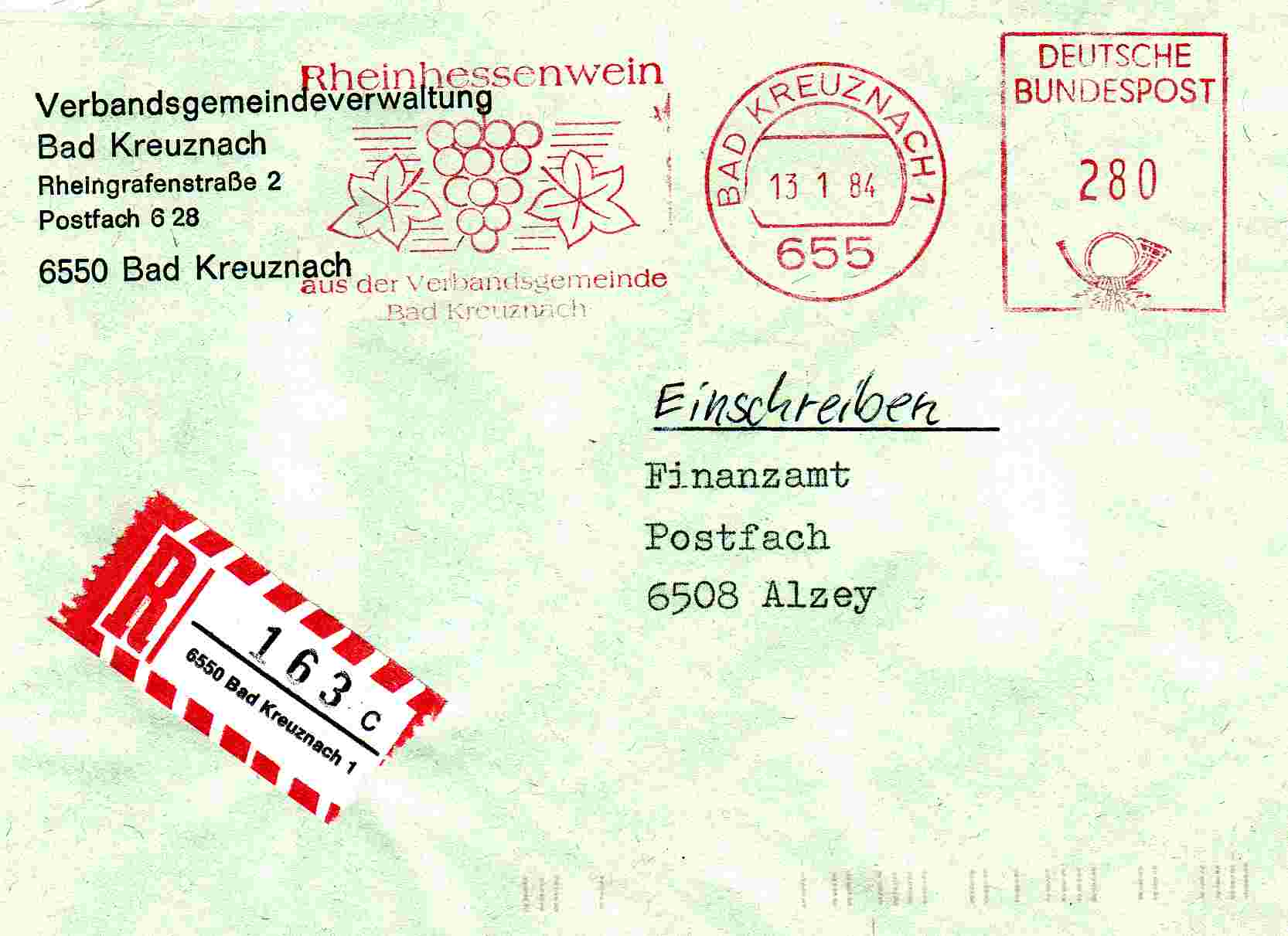
Einschreibebrief innerhalb Deutschlands von 1984

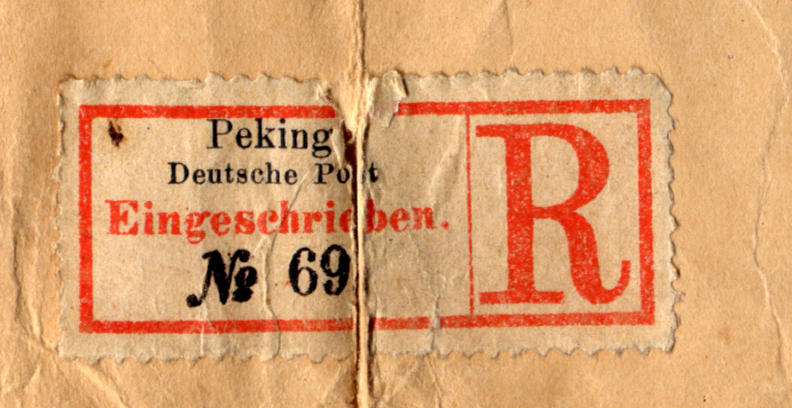
Einschreibnummernzettel der Deutschen Post in Peking 1901

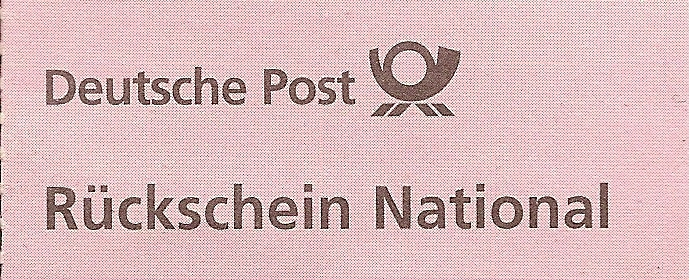
Einschreiben mit Rückschein National (angeklebte Postkarte)

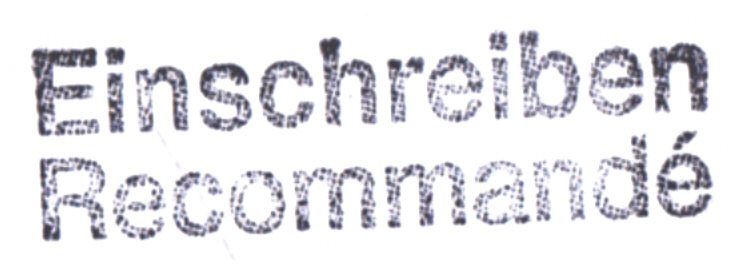
Einschreibenstempel der Deutschen Post

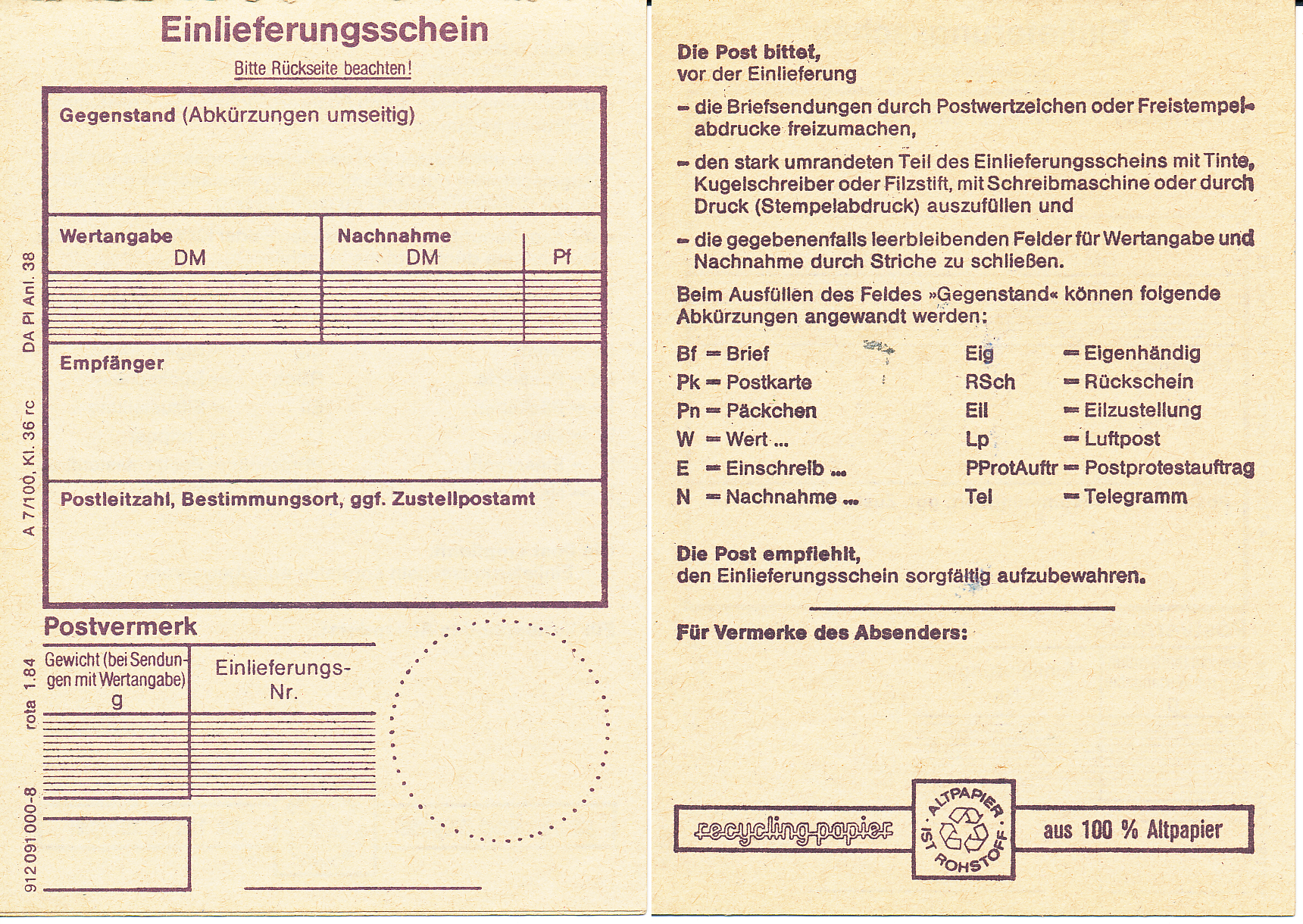
Einlieferungsschein der Deutschen Bundespost von 1984 (Vorder- und Rückseite)

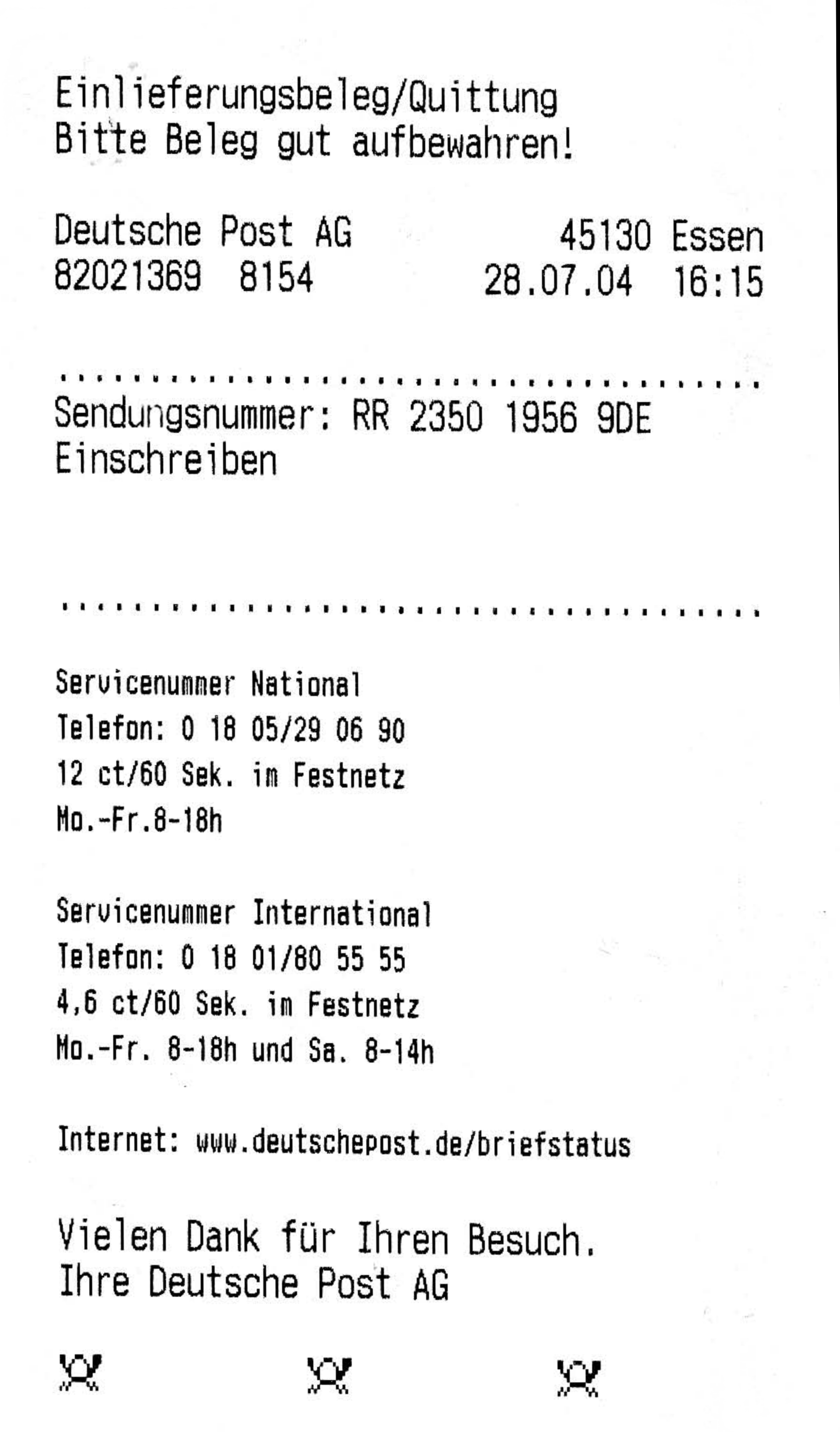
Einlieferungsbeleg für ein Einschreiben bei der Deutschen Post

Anbieter, die Postdienstleistungen flächendeckend im gesamten Gebiet der Bundesrepublik Deutschland erbringen, sind nach § 106 Satz 1 Nummer 1 Postgesetz (PostG) verpflichtet, für entsprechende Briefe die Beförderung mit der Sendungsform Einschreibsendung aufrechtzuerhalten. Diese ist nach § 3 Nummer 8 PostG definiert als adressierte Sendung, die pauschal gegen Verlust, Entwendung oder Beschädigung versichert ist und gegen Empfangsbestätigung ausgehändigt wird.
Auch kleinere Päckchen können bei der Deutschen Post AG als Einschreiben versandt werden.
Diese Sendungsform schließt in keiner Variante aus, dass der Empfänger die Annahme verweigert, was zur Rücksendung an den Absender führt. Eine grundlose Annahmeverweigerung kann jedoch eine Zugangsfiktion nach § 130, § 242 BGB, § 179 S. 3 ZPO auslösen.

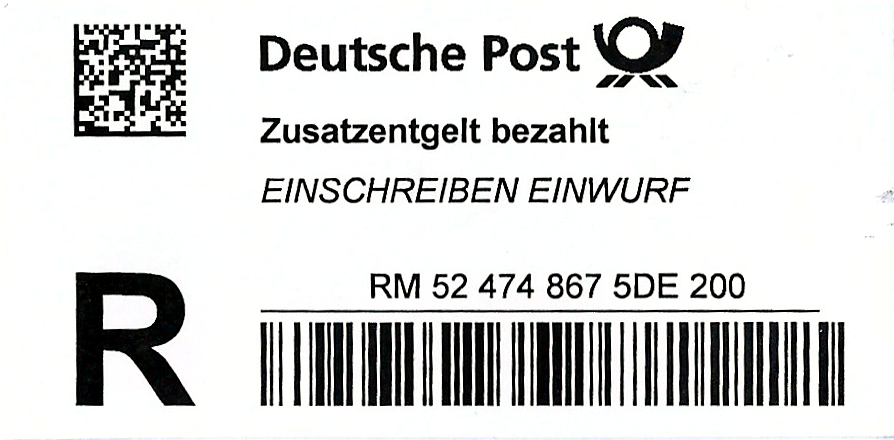
Einschreiben Einwurf

### Einschreiben Einwurf
Beim Einschreiben Einwurf handelt es sich um eine besondere Form des Einschreibens, die von der Deutschen Post AG seit dem 1. September 1997 angeboten wird. Die Sendung wird in den Briefkasten des Empfängers oder vorzugsweise in dessen Postfach eingelegt, was der Zusteller durch seine Unterschrift auf dem Auslieferungsbeleg dokumentiert. Der Absender kann den Status der Sendung über die Sendungsverfolgung einsehen und, z. B. zur Verwendung in einem Rechtsstreit, kostenpflichtig eine Reproduktion des Auslieferungsbelegs erhalten. Dem Empfänger muss nicht bekannt gegeben werden, wann bzw. dass das Einschreiben eingeworfen wurde.

### Übergabe-Einschreiben
Das Einschreiben ohne weitere Zusatzleistung, auch Übergabe-Einschreiben genannt, wird dem Empfänger nur gegen Empfangsbestätigung in Form einer Unterschrift ausgehändigt. Der Absender erhält keine verkörperte Rückmeldung in Gestalt eines Rückscheins, kann jedoch über die Sendungsverfolgung den Auslieferungsvermerk einsehen. Wird der Empfänger nicht angetroffen, erhält er die Mitteilung, dass die Sendung innerhalb von sieben Werktagen nach dem Zustellversuch bei der Stelle, an der das Einschreiben hinterlegt wird, abgeholt werden kann und danach an den Absender zurückgeht.

### Einschreiben mit Rückschein
Wird per Einschreiben mit Rückschein versandt, so erhält der Absender eine Empfangsbestätigung mit der Unterschrift des Empfangenden auf dem Rückschein. Im Übrigen gilt das Gleiche wie beim Übergabe-Einschreiben.
Bis zum 30. September 2022 wurde dabei bei der Deutschen Post national wie auch international der Rückschein als rosafarbene Postkarte an die Sendung angeheftet und im Original mit der Unterschrift des Empfängers an den Absender zurückgesendet. Seit dem 1. Oktober 2022 wird dieser Beleg jedoch maschinell erstellt und per Brief zugeschickt, er enthält neben einem Abdruck der Unterschrift auch ein Foto der Vorderseite der Sendung, das während der Briefsortierung zum Auslesen der Adresse erstellt wird und z. B. auch bei der Briefankündigung den Kunden zugemailt wird.
International wird weiterhin mit dem Rückschein als Postkarte gearbeitet wie im Weltpostvertrag vereinbart.

### Einschreiben als Verkaufsprodukt
Seit Anfang 2007 bietet die Deutsche Post das Einschreiben auch als Verkaufsprodukt an. Dabei kauft der Kunde in einer Filiale im Voraus einen Einschreibe-Aufkleber für die Sendung und bezahlt die Leistung. Diese Form des Einschreibens kann nicht mit anderen Zusatzleistungen kombiniert werden. Dafür kann die Einlieferung auch außerhalb der Öffnungszeiten erfolgen, etwa in einen Briefkasten. Zusätzlich zum Einschreibelabel müssen die Sendungen mit dem regulären Porto für das jeweilige Briefformat frankiert werden. Seit Mitte 2013 gibt es auch für Einwurf-Einschreiben, Einschreiben-Eigenhändig und Einschreiben mit Rückschein 10er bzw. 50er Packs zu kaufen, die dann nicht mehr in der Filiale eingeliefert werden müssen, sondern in den nächsten Briefkasten geworfen werden können. Ähnlich verhält es sich mit den 50er Label-Blöcken und 500/1000er Label-Rollen, welche man online bestellen kann. Diese sind allerdings noch nicht freigemacht und jedes Einschreiben muss somit zusätzlich zum Briefporto entsprechend ergänzt werden.

### Eigenhändig

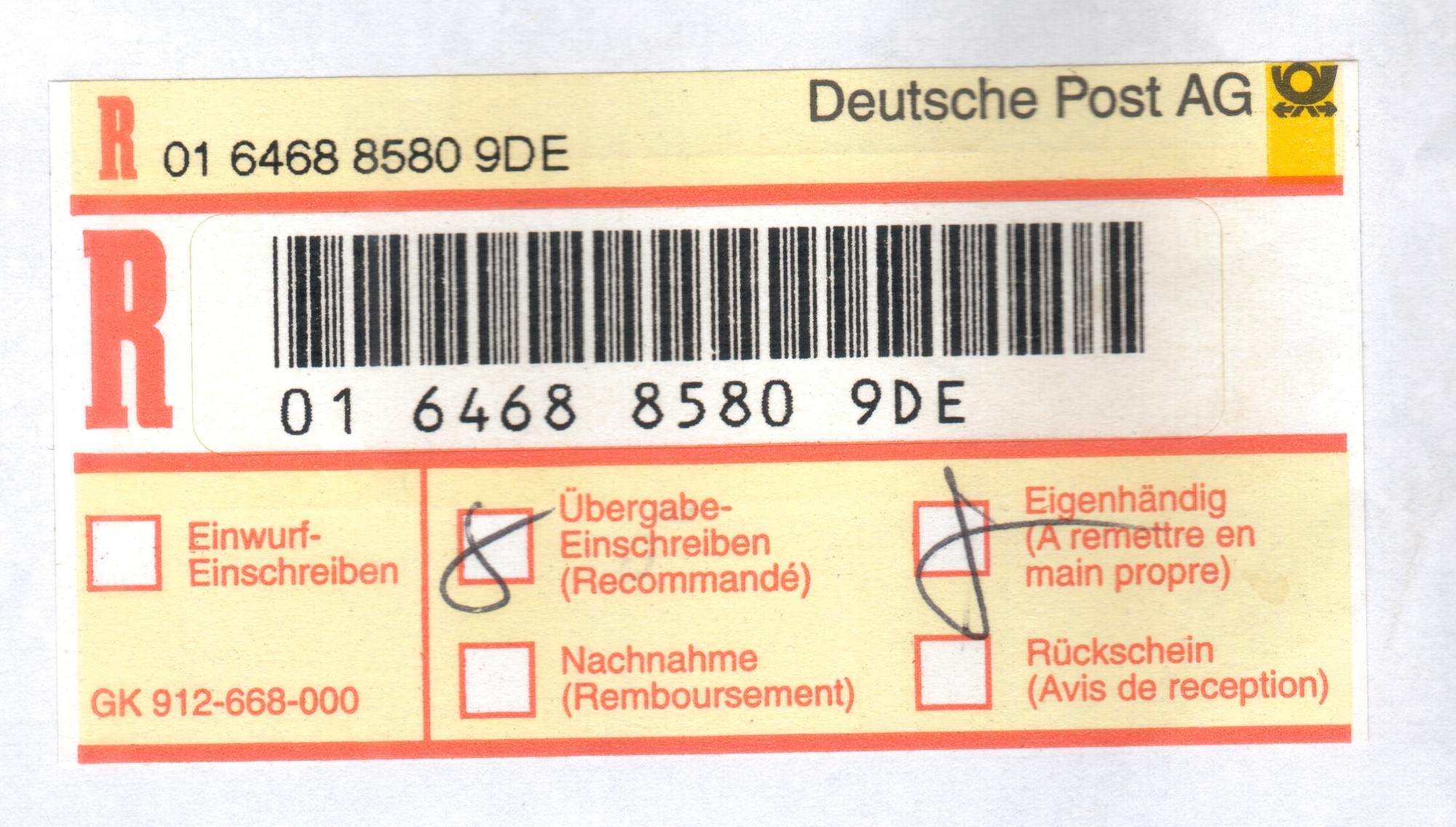
Einschreiben mit der Zusatzleistung Eigenhändig

Bei der Zusatzleistung eigenhändig wird die Sendung zwar nur dem Empfänger und seinen besonders Bevollmächtigten ausgehändigt; wenn der Empfangsberechtigte persönlich bekannt ist, geschieht dies jedoch auch, ohne einen Nachweis dafür zu verlangen.
Die Zusatzleistung Einschreiben Eigenhändig National wurde zum 31. Dezember 2024 eingestellt. Nach dem Stichtag eingelieferte Sendungen mit zuvor erworbenen Label, werden wie gewöhnliche Einschreiben zugestellt.

### Elektronische Form
Es existieren verschiedene Standardisierungs-Anstrengungen, dieses Konzept online umzusetzen (z. B. Digital Postmarks, Online Services Computer Interface, Elektronische Zustellung in Österreich).

### Haftung

Der Auslieferungsbeleg kann bei der Deutschen Post online angezeigt werden

Die Deutsche Post AG übernimmt bei Verlust oder Beschädigung eines Einschreibens eine Haftung von bis zu 20 Euro (Einschreiben Einwurf) bzw. bis zu 25 Euro (Einschreiben). Es wird also nur beschränkt Schadensersatz geleistet. Ersetzt wird nur der konkrete Sachschaden – Wert des Inhalts –, aber nicht sog. Folgeschäden, wie z. B. entgangene Aufträge, wirtschaftliche Folgen nicht erfolgter Kündigungen etc.
Für Sendungen, deren Wert diese Grenzen überschreitet, wird deshalb die Versendung als Postpaket empfohlen, bei dem die Deutsche Post AG mit bis zu 500 Euro haftet. Früher war die Versendung als Wertbrief eine Alternative, hier haftete die Deutsche Post AG ebenfalls mit bis zu 500 Euro (bei Bargeld nur bis 100 Euro); er wurde im nationalen Briefdienst im November 2010 abgeschafft und ist nur noch im internationalen Briefverkehr möglich. Mittlerweile wurde jedoch der nationale Wertbrief als Sonderform des Einschreibens für 4,45 € mit denselben Haftungsgrenzen wie das Paket wieder eingeführt. Ein Großbrief mit der Option WERT national kostet somit 6,45 € und ist teurer als das Paket bis 2 kg (5,49 €).

### Beweiswert
Der Beleg über die Einlieferung des Einschreibens beweist nur, dass eine Sendung aufgegeben wurde. Daraus ergibt sich nach ständiger Rechtsprechung kein Anscheinsbeweis für den Zugang beim Empfänger. Der vom Empfänger unterzeichnete Empfangsbeleg begründet die Vermutung, dass zu dem im Beleg genannten Datum eine Sendung zugestellt wurde. Abgesehen von der Verwendung eines Fensterumschlags, kann damit nicht bewiesen werden, dass die Sendung ein Schriftstück enthielt, ansonsten jedenfalls nicht, dass es sich um ein Schriftstück mit einem bestimmten Inhalt gehandelt hat.
Beim Einschreiben Einwurf wird von den meisten Gerichten ein Anscheinsbeweis für den Zugang der Sendung angenommen, wenn der Einlieferungsbeleg zusammen mit der Reproduktion des Auslieferungsbelegs vorgelegt wird; im Falle des Bestreitens kann hierüber Beweis durch Vernehmung des Zustellers als Zeugen erhoben werden.
Alternativen für die beweisbare Zustellung eines Schriftstückes mit einem bestimmten Inhalt sind für Private die Zustellung durch einen Gerichtsvollzieher nach § 132 BGB, die jeder in Auftrag geben kann, und die persönliche Zustellung (Einwurf in den Briefkasten oder direkte Übergabe) in Gegenwart eines Zeugen, oder durch einen beauftragten Boten, wenn der Zeuge nicht nur Einwurf oder Übergabe, sondern auch den Inhalt des Briefumschlags bestätigen kann. Gerichte, Behörden und Gerichtsvollzieher können sich eines Postzustellungsauftrags bedienen, bei dem eine Zustellungsurkunde ausgestellt wird.
Behörden können durch ein Übergabe-Einschreiben eine förmliche Zustellung im Sinne der Verwaltungszustellungsgesetze bewirken, nicht aber mit dem Einschreiben Einwurf.

## Österreich

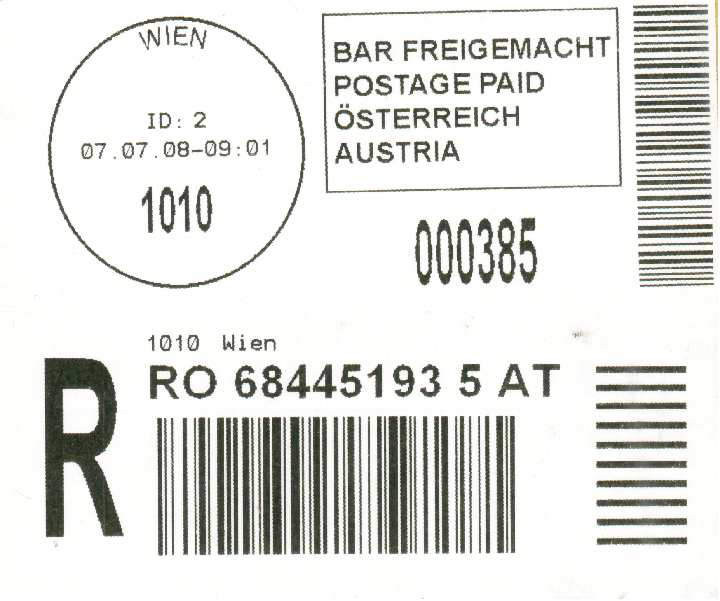
Muster eines Computerlabel-Rekozettels mit Poststempel

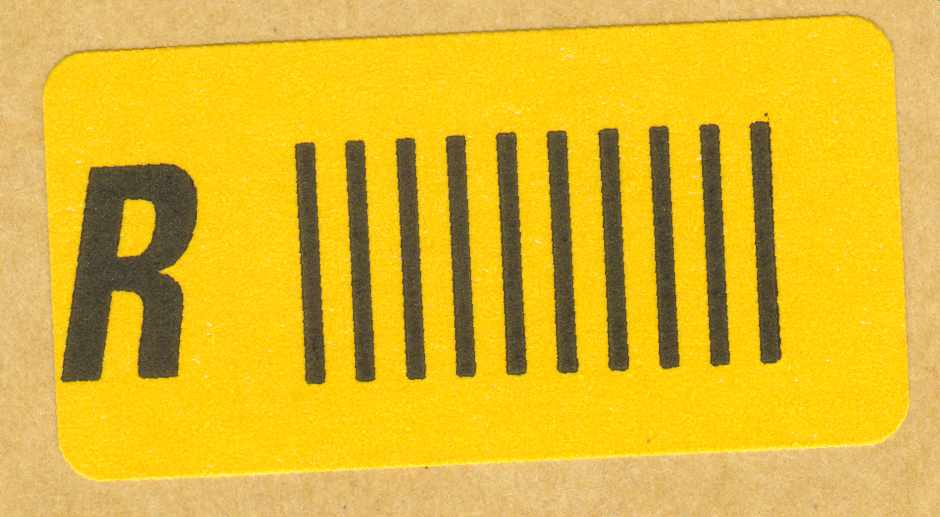
Bei Computerlabel-Rekozetteln mussten früher diese Zusatzetiketten angebracht werden

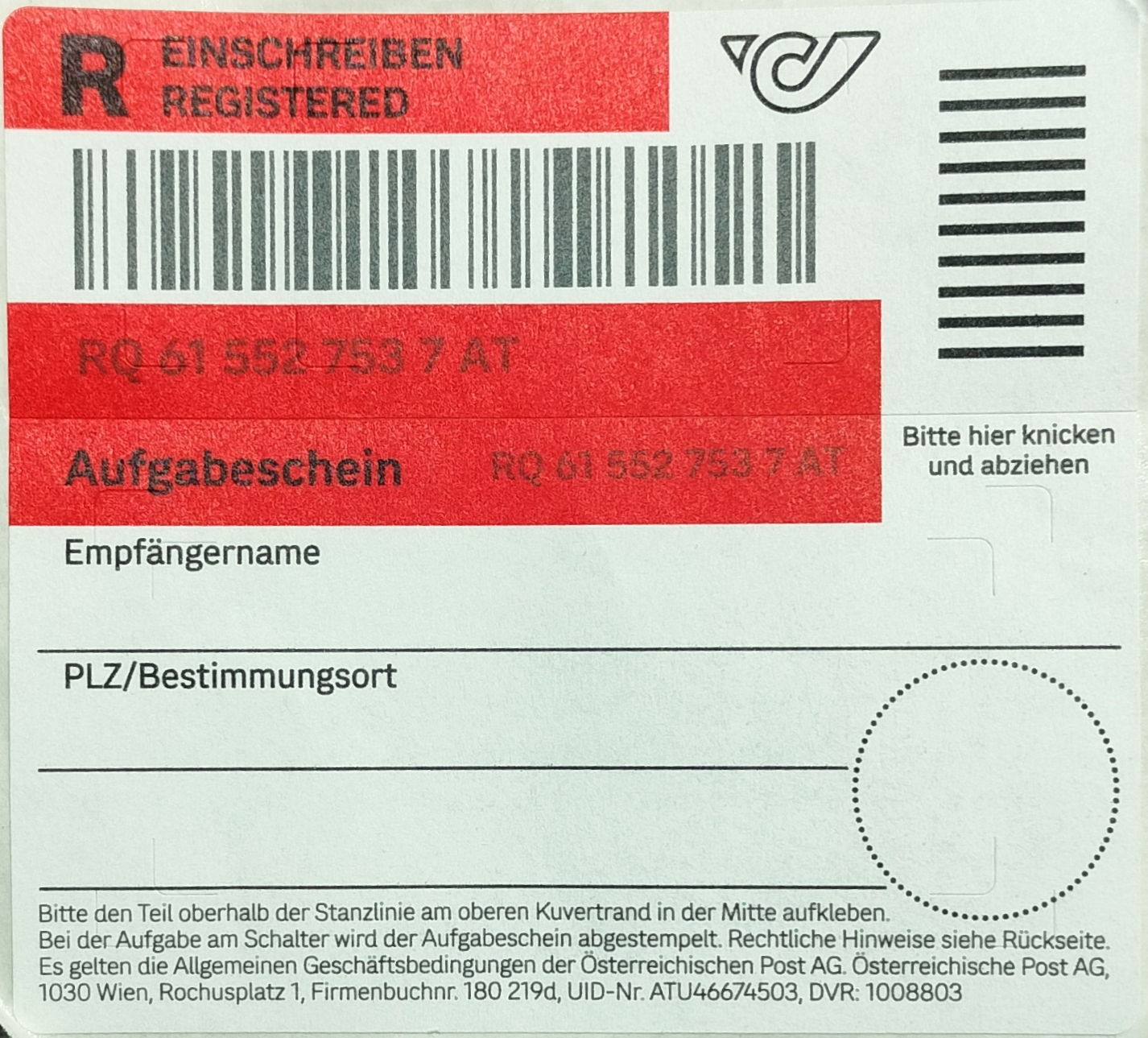
Ein Einschreibelabel der Österreichischen Post (2024), das nicht vorbezahlt ist, und kostenlos an Schaltern erhältlich ist.

Eine eingeschriebene Sendung wird nur gegen Unterschrift des jeweiligen Empfängers übergeben. Darüber hinaus lässt sich der Weg eines Einschreibens mit Hilfe einer Registriernummer nachvollziehen. Manche Sendungen sind so vertraulich, dass sie nur bestimmten Personen ausgehändigt werden sollen. Dafür gibt es die beiden Zusatzleistungen „Eigenhändig“ (die Sendung wird nur dem Empfänger oder einem Postbevollmächtigten ausgehändigt) und „Nicht an Postbevollmächtigte“ (nur an den Empfänger selbst und nicht an eine postbevollmächtigte Person).
In Österreich werden die Einschreibetiketten auch Rekozettel genannt, heißen aber richtig Einschreibmarken oder Einschreib-Etikett. Ansonsten gilt im Wesentlichen das oben Gesagte zu durch Privatpersonen oder Unternehmen versandte eingeschriebene Sendungen.
Bei Sendungen durch die Post von Behörden oder Gerichten wird in Österreich unterschieden zwischen
- RSa-Brief – Sendungen, die nur der Adressat entgegennehmen darf, und
- RSb-Brief – Sendungen, die auch Ehegatten oder im Haushalt lebende Verwandte annehmen können.

Die RSa- und RSb-Briefe sind durch das österreichische Zustellgesetz geregelt, sind keine rekommandierten Sendungen und können nur von Behörden oder Ämtern sowie Gerichten genutzt werden (im Unterschied zur einfachen eingeschriebenen Briefsendung oder der eingeschriebenen Briefsendung mit Rückschein oder dem Gewöhnlichen Rückscheinbrief).
Ein Urteil des OGH vom 30. März 2009 (GZ 7Ob24/09v) besagt, dass der Nachweis der Absendung eines Einschreibens nicht bereits den Beweis für den Zugang erbringt. Zur Vermeidung von Beweisschwierigkeiten wird die Möglichkeit eines Einschreibens mit Rückschein gesehen.

## Schweiz

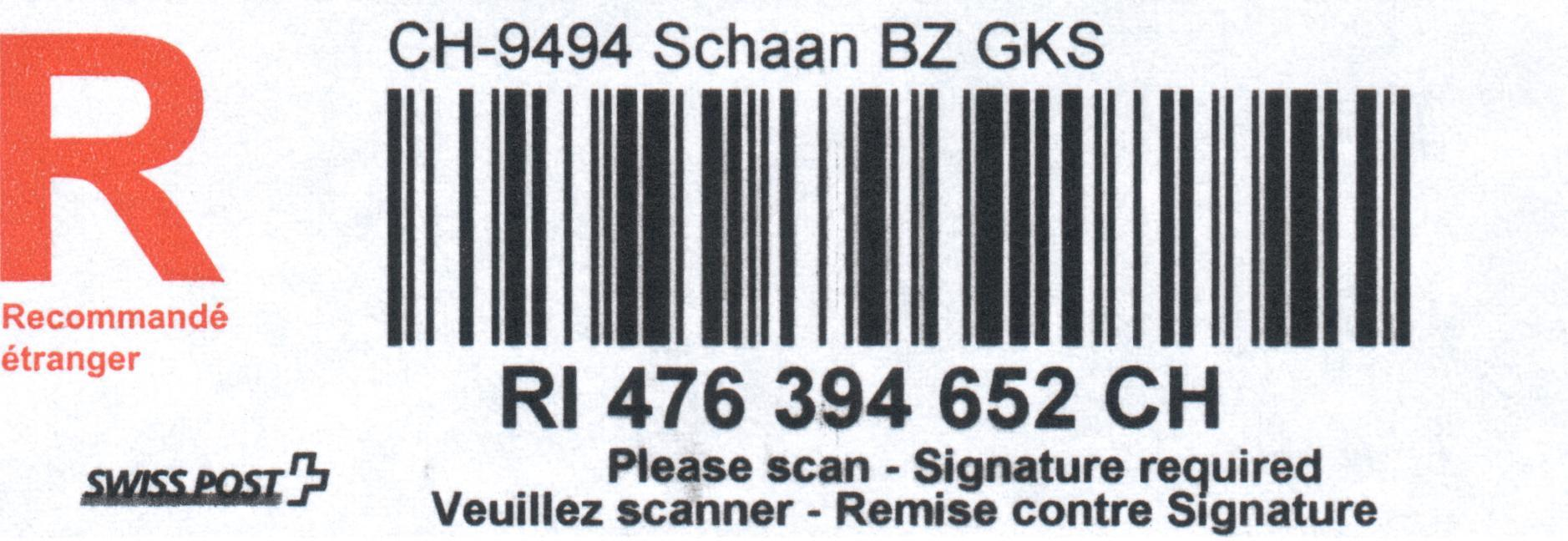
Einschreiben Ausland

In der Schweiz werden Sendungen nur mit Zustellnachweis, aber ohne Empfangsbestätigung, nicht in der Kategorie der Einschreiben zugeordnet, sondern als A+ bezeichnet.
Inlands-Einschreibebriefe hießen für einige Jahre Lettre signature (LSI); Anfang April 2006 wurde der geläufigere Name „Einschreiben“ wieder eingeführt. Postintern und regional werden die Einschreibesendungen auch als Chargé bezeichnet. Wie auch in Deutschland wird für die Aufgabe des Briefes ein Beleg ausgestellt und die Übergabe erfolgt nur gegen Unterschrift. Nach einer Online-Registrierung bei der Post können eingeschriebene Briefe auch an den MyPost24-Paketautomaten aufgegeben und in Empfang genommen werden.
Die Optionen „Rückschein“ und „Eigenhändig“ werden auch angeboten, werden aber selten genutzt und sind vergleichsweise teuer. Auch die Schweizerische Post kennt ein Track-&-Trace-Verfahren via Internet, das auch Pakete und A+ umfasst.

### Gerichtsurkunden
Urteile, Vorladungen, Verfügungen usw. werden je nach Gericht oder Instanz auch als „Gerichtsurkunde“ (GU) verschickt. Je nach Fall erhält der Versender nach Zustellung die vom Empfänger unterschriebene Empfangsbestätigung. Es handelt sich somit um eine Unterart des Einschreibens mit Rückschein.

### Elektronische Form
Im Verwaltungsumfeld für elektronisches Einschreiben als Unterform von Secure Messaging verlangt die Schweiz eine Akkreditierung als „Sichere Übertragungsplattform“.